# Sacramento Kings
Sacramento Kings – amerykański klub koszykarski, mający siedzibę w Sacramento, w stanie Kalifornia. Występują w Dywizji Pacyficznej, Konferencji Zachodniej w National Basketball Association (NBA). Domowe spotkania Kings rozgrywają w Golden 1 Center.

## Historia
Klub powstał w 1945 jako Rochester Royals, grając w lidze NBL. Rok później zdobył mistrzostwo tejże ligi. W 1948 przeniesiony do BAA, która w następnym roku współtworzyła NBA. Jedyne mistrzostwo NBA klub zdobył w 1951 wygrywając w finale 4-3 z New York Knicks. W mistrzowskiej drużynie grali m.in. Bob Davies, Bobby Wanzer, Arnie Risen, Jack Coleman.
W 1957 klub przeniósł się do Cincinnati, a największą gwiazdą zespołu w latach 60. XX wieku był Oscar Robertson, MVP ligi w 1964. W 1972 nastąpiła kolejna przeprowadzka, do Kansas City, połączona ze zmianą nazwy na Kings. Przez wszystkie te lat zespół nie odnosił większych sukcesów, dopiero w 1981 dotarł do finału konferencji. Ostatnia przeprowadzka, do Sacramento, miała miejsce w 1985 Aż do końca wieku drużyna była właściwie dostarczycielem punktów dla słynniejszych rywali, mimo posiadania w składzie znakomitego Mitcha Ritchmonda. Dopiero udane angaże zawodników pod koniec lat 90. zaczęły przynosić sukcesy. Jason Williams, Peja Stojaković, Vlade Divac i Chris Webber prowadzeni przez Ricka Adelmana wprowadzili Kings na wyższy poziom. Drużyna zasłynęła z ofensywnego stylu i przodowała w lidze w liczbie zdobywanych punktów. Największym sukcesem do dziś pozostaje jednak tylko udział w finale konferencji zachodniej w 2002. 9 stycznia 2013 roku, oficjalna strona NBA poinformowała o sprzedaży Kings w ręce inwestorów z Seattle.

## Zawodnicy

### Kadra w sezonie 2023/24
Stan na 21 października 2023
| Nr | Poz. | Nar.              | Nazwisko i imię      | Data urodzenia | Wzrost | Masa ciała |
| -- | ---- | ----------------- | -------------------- | -------------- | ------ | ---------- |
| 40 | SF   | Stany Zjednoczone | Barnes, Harrison     | 1992-05-30     | 203 cm | 102 kg     |
| 3  | SG   | Dominikana        | Duarte, Chris        | 1997-06-13     | 196 cm | 86 kg      |
| 17 | SF   | Stany Zjednoczone | Edwards, Kessler     | 2000-08-09     | 201 cm | 92 kg      |
| 23 | SG   | Stany Zjednoczone | Ellis, Keon          | 2000-01-08     | 191 cm | 76 kg      |
| 31 | PG   | Stany Zjednoczone | Ford, Jordan         | 1998-05-26     | 185 cm | 79 kg      |
| 5  | PG   | Stany Zjednoczone | Fox, De’Aaron        | 1997-12-20     | 191 cm | 84 kg      |
| 9  | SG   | Stany Zjednoczone | Huerter, Kevin       | 1998-08-27     | 201 cm | 90 kg      |
| 20 | SG   | Stany Zjednoczone | Jones, Colby         | 2002-05-28     | 198 cm | 94 kg      |
| 41 | PF   | Kanada            | Lyles, Trey          | 1995-11-05     | 206 cm | 106 kg     |
| 25 | C    | Ukraina           | Łeń, Ołeksij         | 1993-06-16     | 218 cm | 113 kg     |
| 00 | C    | Stany Zjednoczone | McGee, JaVale        | 1988-01-19     | 213 cm | 122 kg     |
| 15 | PG   | Stany Zjednoczone | Mitchell, Davion     | 1998-09-05     | 183 cm | 92 kg      |
| 0  | SG   | Stany Zjednoczone | Monk, Malik          | 1998-02-04     | 191 cm | 91 kg      |
| 13 | PF   | Stany Zjednoczone | Murray, Keegan       | 2000-08-19     | 203 cm | 102 kg     |
| 10 | PF   | Litwa             | Sabonis, Domantas    | 1996-05-03     | 216 cm | 109 kg     |
| 18 | SF   | Stany Zjednoczone | Slawson, Jalen       | 1999-10-22     | 201 cm | 98 kg      |
| 7  | PF   | Bułgaria          | Wezenkow, Aleksandyr | 1995-08-06     | 206 cm | 102 kg     |

Trener:  Mike Brown
 Asystenci: Leandro Barbosa • Doug Christie • Jordi Fernández • Luke Loucks • Jay Triano

### Międzynarodowe prawa
| Draft | Runda | Wybór | Zawodnik     | Poz. | Nar.              | obecny zespół           | Adnotacje                 | Przyp. |
| ----- | ----- | ----- | ------------ | ---- | ----------------- | ----------------------- | ------------------------- | ------ |
| 2013  | 2     | 57    | Alex Oriakhi | F    | Stany Zjednoczone | Pieno žvaigždės (Litwa) | Pozyskany od Phoenix Suns | [ 3 ]  |

## Zastrzeżone numery
| Sacramento Kings zastrzeżone numery |                        |         |           |
| Nr.                                 | Imię i nazwisko        | Pozycja | Lata gry  |
| 1                                   | Nate Archibald         | PG      | 1970–1976 |
| 2                                   | Mitch Richmond         | SG      | 1991–1998 |
| 4                                   | Chris Webber           | PF      | 1998–2005 |
| 6                                   | Fani („The Sixth Man”) | –       | –         |
| 11                                  | Bob Davies             | SG      | 1948–1955 |
| 12                                  | Maurice Stokes         | PF      | 1955–1958 |
| 14                                  | Oscar Robertson        | SG      | 1960–1970 |
| 16                                  | Predrag Stojaković     | SF      | 1998-2006 |
| 21                                  | Vlade Divac            | C       | 1998–2004 |
| 27                                  | Jack Twyman            | SF      | 1955–1966 |
| 44                                  | Sam Lacey              | C       | 1970–1981 |

### Włączeni do Basketball Hall of Fame
- 1, 10 Nate Archibald
- 15 Al Cervi
- 11 Bob Davies
- 16 Jerry Lucas
- Lester Harrison
- 14 Arnie Risen
- 14 Oscar Robertson
- 12 Maurice Stokes
- 10, 27, 31 Jack Twyman
- 09, 9 Bobby Wanzer

### Włączeni do FIBA Hall of Fame
- 21 Vlade Divac

## Areny

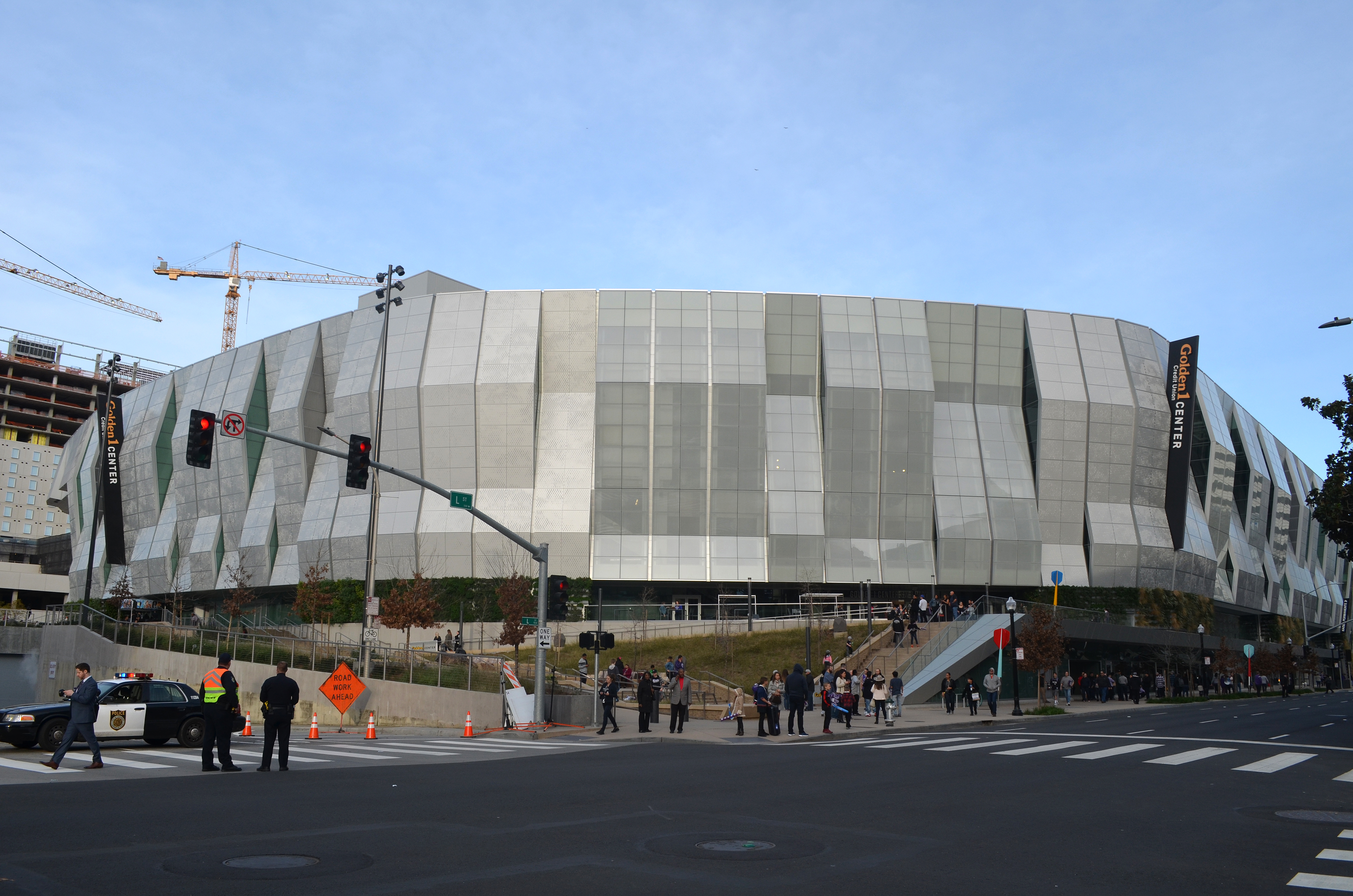
Golden 1 Center obecna siedziba Kings (od 2016)
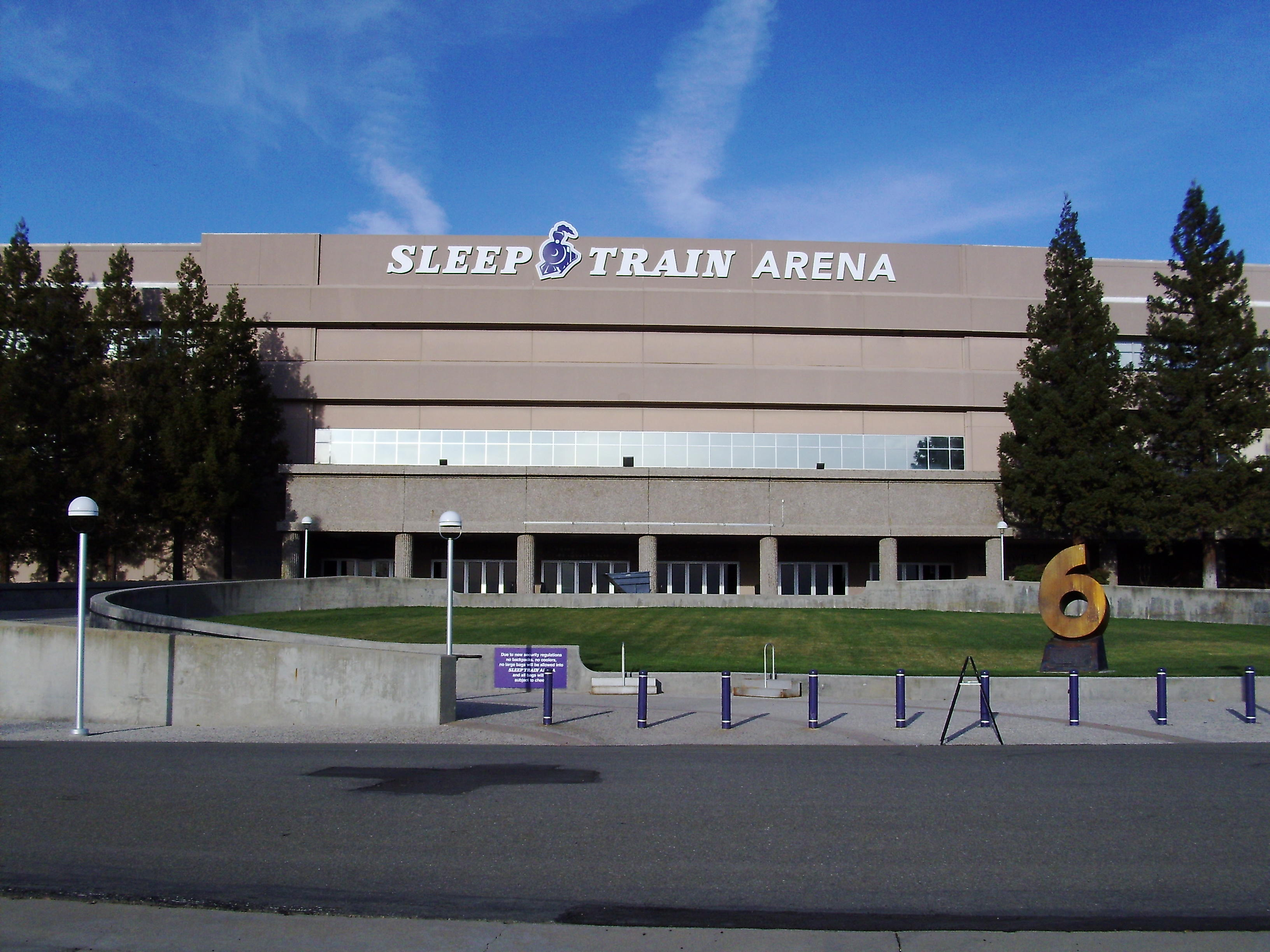
Sleep Train Arena (1985-2016)
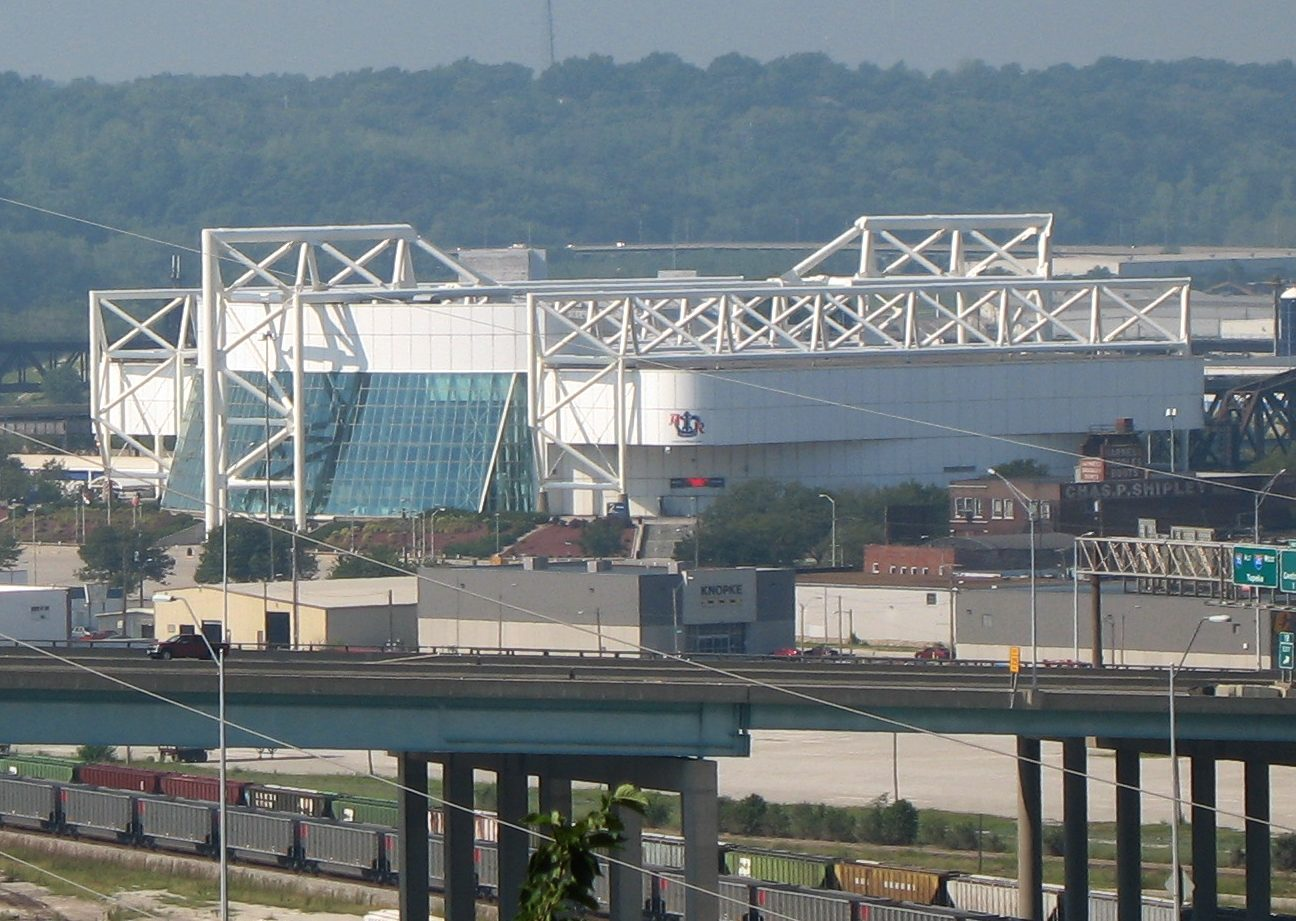
Kemper Arena (1974-1985)
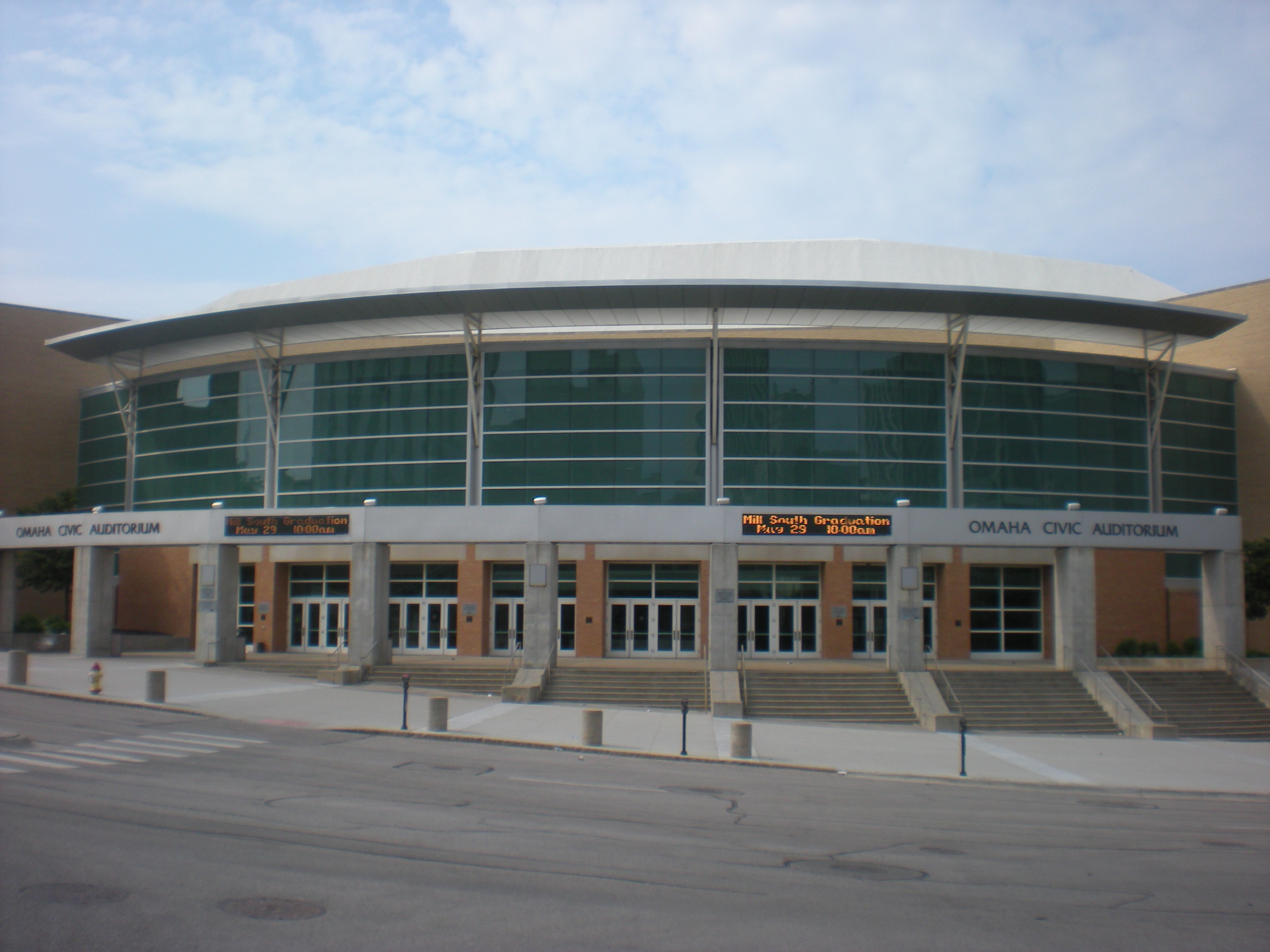
Omaha Civic Auditorium (1972-1978)
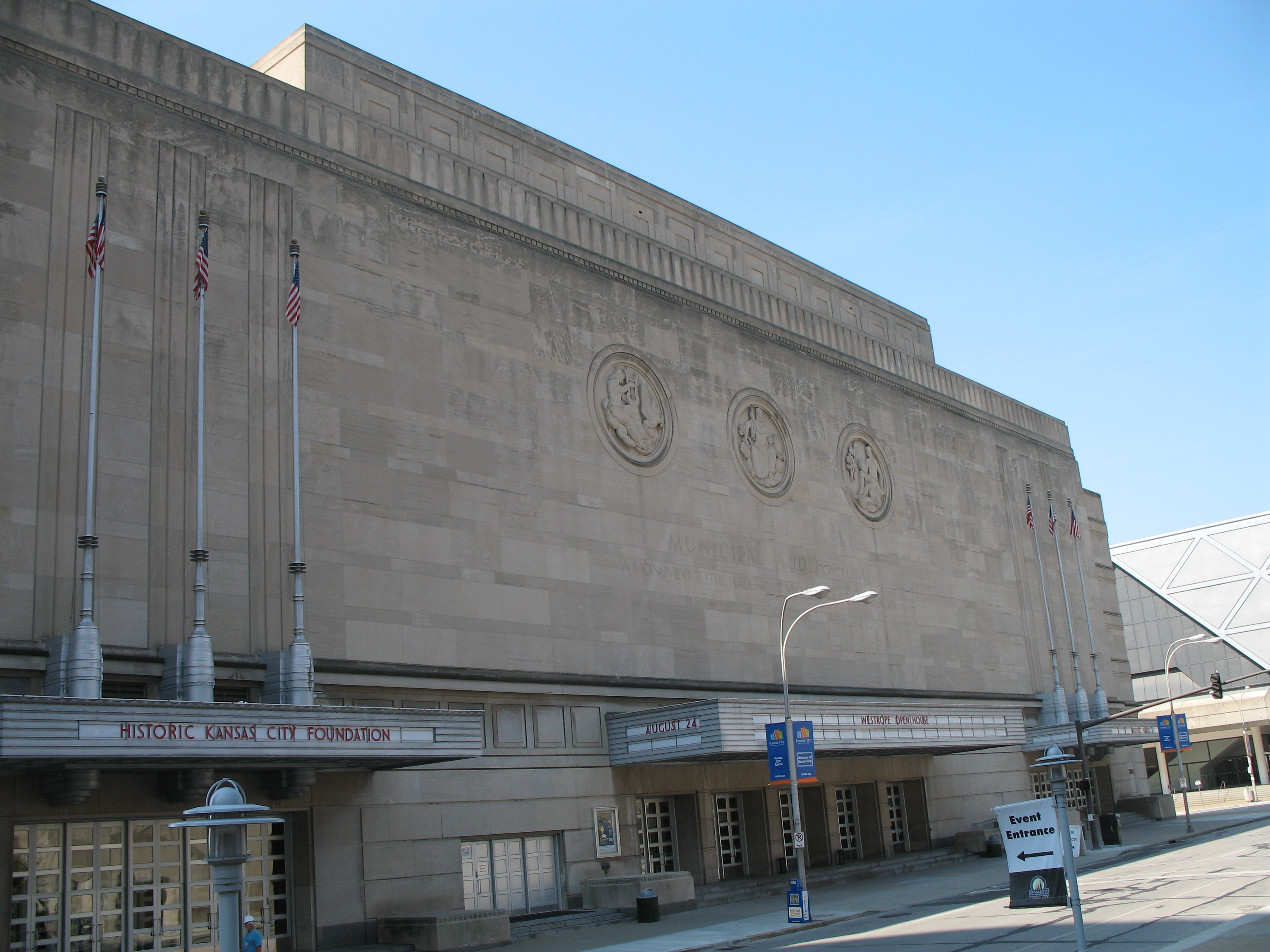
Kansas City Municipal Auditorium (1972-1974)
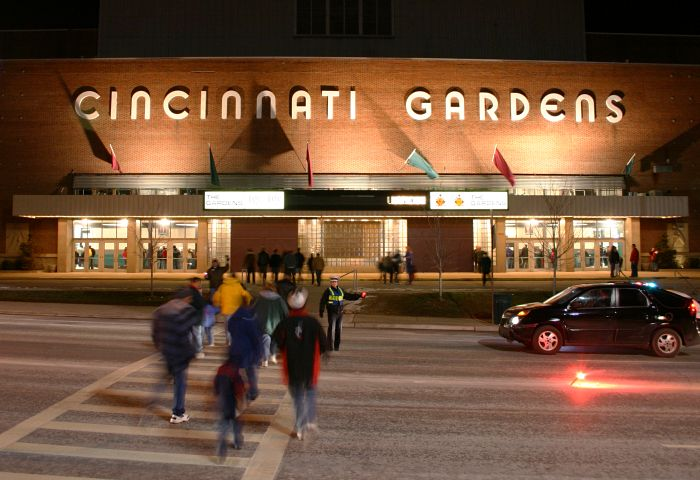
Cincinnati Gardens (1957-1972)
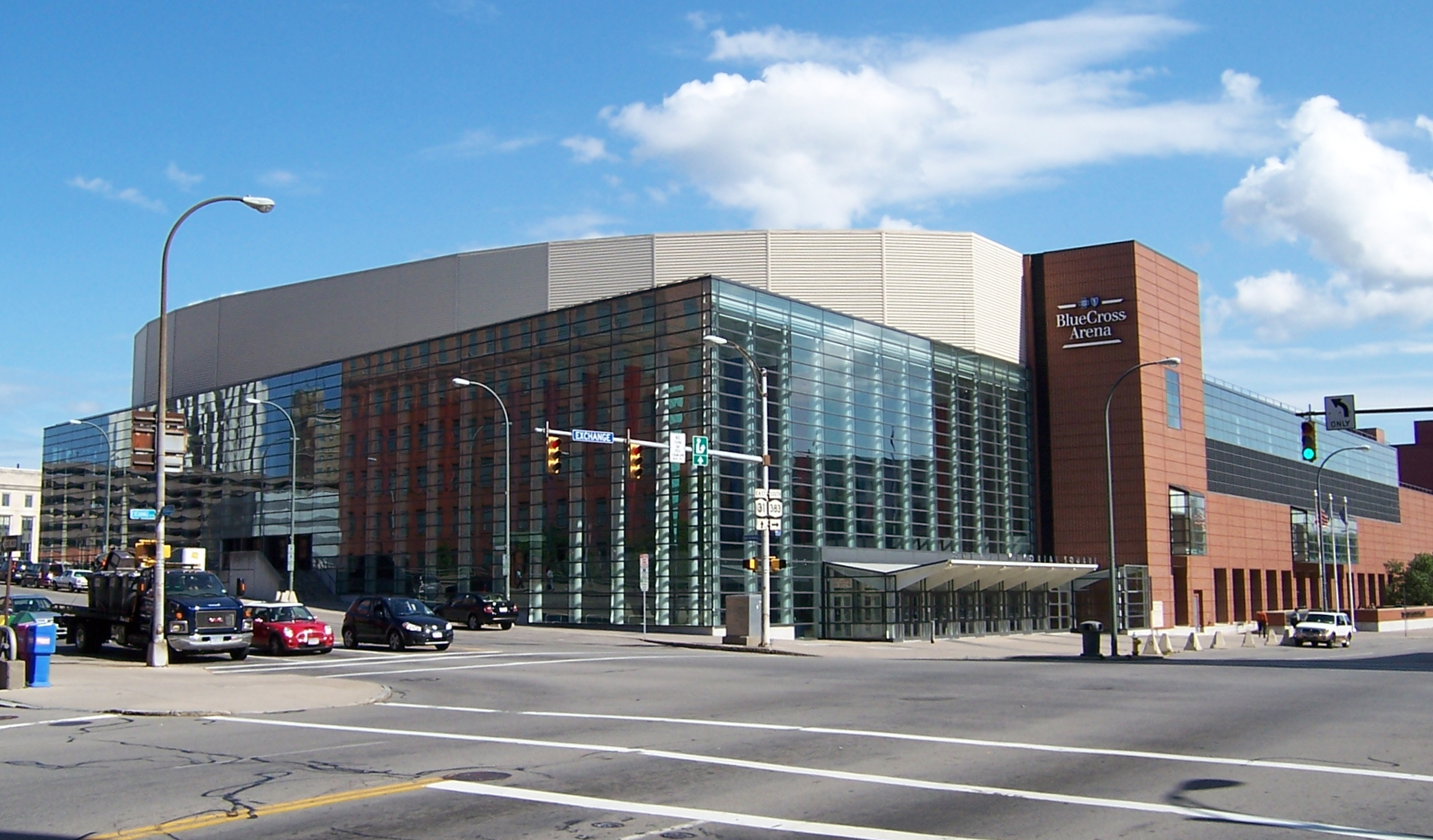
Rochester War Memorial (1955-1957)

- Edgerton Park Arena (1945-1955)

## Nagrody indywidualne

### Sezon
| MVP sezonu - Oscar Robertson – 1964 Debiutant roku - Maurice Stokes – 1956 - Oscar Robertson – 1961 - Jerry Lucas – 1964 - Phil Ford – 1979 - Tyreke Evans – 2010 Rezerwowy roku - Bobby Jackson – 2003 Trener roku - Phil Johnson – 1975 - Cotton Fitzsimmons – 1979 - Mike Brown – 2023 Menedżer roku - Joe Axelson – 1973 - Geoff Petrie – 1999, 2001 - Monte McNair – 2023 Za działalność charytatywną - Vlade Divac – 2000 All-NBA First Team - Oscar Robertson 1961–1969 - Jerry Lucas – 1965–1966, 1968 - Nate Archibald – 1973, 1975–1976 - Chris Webber – 2001 |  | All-NBA Second Team - Maurice Stokes – 1956–1958 - Jack Twyman – 1960, 1962 - Jerry Lucas – 1964, 1967 - Oscar Robertson – 1970 - Nate Archibald – 1972 - Phil Ford – 1979 - Otis Birdsong – 1981 - Mitch Richmond – 1994–1995, 1997 - Chris Webber – 1999, 2002–2003 - Peja Stojakovic – 2004 - DeMarcus Cousins – 2015, 2016 All-NBA Third Team - Mitch Richmond – 1996, 1998 - Chris Webber – 2000 - De’Aaron Fox – 2023 - Domantas Sabonis – 2023 NBA All-Defensive First Team - Doug Christie – 2003 - Ron Artest – 2006 NBA All-Defensive Second Team - Norm Van Lier – 1971 - Brian Taylor – 1977 - Scott Wedman – 1980 - Doug Christie – 2001–2002, 2004 |  | Pierwsza piątka najlepszych debiutantów - Jerry Lucas – 1964 - Ron Behagen – 1974 - Scott Wedman – 1975 - Phil Ford – 1979 - Kenny Smith – 1988 - Lionel Simmons – 1991 - Brian Grant – 1995 - Jason Williams – 1999 - Tyreke Evans – 2010 - DeMarcus Cousins – 2011 - Buddy Hield – 2017 - Marvin Bagley III – 2019 - Tyrese Haliburton – 2021 - Keegan Murray – 2023 Druga piątka najlepszych debiutantów - Travis Mays – 1991 - Walt Williams – 1993 - Tyus Edney – 1996 - Hedo Türkoğlu – 2001 - Isaiah Thomas – 2012 - Willie Cauley-Stein – 2016 - Bogdan Bogdanović – 2018 |

### All-Star Weekend
Nominowani do meczu gwiazd
- Bob Davies – 1951–1953
- Arnie Risen – 1952–1953, 1955
- Bobby Wanzer – 1952–1953, 1955–1956
- Jack Coleman – 1955
- Maurice Stokes – 1956–1958
- Richie Regan – 1957
- Jack Twyman – 1957–1959, 1962–1963
- Wayne Embry – 1961–1965
- Oscar Robertson – 1961–1965, 1967–1970
- Jerry Lucas – 1964–1969
- Adrian Smith – 1966

- Tom Van Arsdale – 1970–1971
- Johnny Green – 1971
- Nate Archibald - 1973, 1975-1976
- Sam Lacey – 1975
- Scott Wedman – 1976, 1980
- Otis Birdsong – 1979–1980
- Mitch Richmond – 1993–1997
- Chris Webber – 2000–2003
- Vlade Divac – 2001
- Peja Stojaković – 2002–2004
- Brad Miller – 2004
- DeMarcus Cousins – 2015–2017
- Domantas Sabonis – 2023

Uczestnicy Rookie Challenge
- Michael Smith - 1995
- Brian Grant - 1995
- Tyus Edney - 1996
- Michael Stewart - 1998
- Jason Williams - 2000
- Hedo Türkoğlu - 2002
- Tyreke Evans – 2010–2011
- Omri Casspi – 2010
- DeMarcus Cousins – 2011–2012
- Isaiah Thomas – 2013

MVP All-Star Game
- Mitch Richmond – 1995
- Oscar Robertson – 1961, 1964, 1969
- Adrian Smith – 1966
- Jerry Lucas – 1965

MVP Rookie Challenge
- Tyreke Evans – 2010

Zwycięzcy konkursu rzutów za 3 punkty
- Peja Stojaković – 2002, 2003

Zwycięzcy konkursu 2 Ball
- Peja Stojaković – 2001

## Statystyczni liderzy NBA
Liderzy strzelców
- Nate Archibald – 1973

Liderzy w zbiórkach
- Maurice Stokes – 1957
- Chris Webber – 1999

Liderzy w asystach
- Rajon Rondo – 2016
- Bob Davies – 1949
- Oscar Robertson – 1961–1962, 1964–1966, 1969
- Norm Van Lier – 1971
- Nate Archibald – 1973

Liderzy w skuteczności rzutów z gry
- Arnie Risen – 1949
- Jack Twyman – 1958
- Jerry Lucas – 1964
- Johnny Green – 1970–1971

Liderzy w skuteczności rzutów wolnych
- Bobby Wanzer – 1952
- Oscar Robertson – 1964, 1968
- Adrian Smith – 1967
- Spud Webb – 1995
- Peja Stojaković – 2004

Liderzy w skuteczności rzutów za 3 punkty
- Jim Les – 1991
- Anthony Peeler – 2004

## Statystyczni liderzy wszech czasów klubu
Pogrubienie – oznacza ciągle aktywnego zawodnika, występującego nadal w zespole.

Kursywa – oznacza ciągle aktywnego zawodnika, nie występującego aktualnie w zespole.

(*) – oznacza zawodników powiązanych z zespołem od momentu jego relokacji do Sacramento.
Stan na zakończenie rozgrywek 2013/14

Punkty

- 1. Oscar Robertson (22 009)
- 2. Jack Twyman (15 840)
- 3. Mitch Richmond* (12 070)
- 4. Nate Archibald (10 894)
- 5. Sam Lacey (9 895)
- 6. Peja Stojakovic* (9 894)
- 7. Jerry Lucas (9 107)
- 8. Eddie Johnson (9 027)
- 9. Scott Wedman (9 002)
- 10. Chris Webber* (8 843)

- 11. Wayne Embry (8 486)
- 12. Mike Bibby* (8 384)
- 13. Adrian Smith (8 085)
- 14. Tom Van Arsdale (7 278)
- 15. Bobby Wanzer (6 924)
- 16. Wayman Tisdale* (6 808)
- 17. Bob Davies (6 594)
- 18. Otis Birdsong (6 539)
- 19. Reggie Theus (6 492)
- 20. Arnie Risen (6 359)

- 21. Mike Woodson (6 314)
- 22. Lionel Simmons* (5 833)
- 23. Kevin Martin* (5 660)
- 24. Larry Drew (5 543)
- 25. Bucky Bockhorn (5 430)
- 26. LaSalle Thompson (5 306)
- 27. Otis Thorpe (5 269)
- 28. DeMarcus Cousins* (5 197)
- 29. Vlade Divac* (5 176)
- 30. Brad Miller* (5 117)

Minuty
- 1. Oscar Robertson (33 088)
- 2. Sam Lacey (29 991)
- 3. Jack Twyman (26 147)
- 4. Jerry Lucas (20 024)
- 5. Mitch Richmond* (19 532)

Zbiórki
- 1. Sam Lacey (9 353)
- 2. Jerry Lucas (8 876)
- 3. Oscar Robertson (6 380)
- 4. Wayne Embry (6 257)
- 5. Jack Twyman (5 424)

Asysty
- 1. Oscar Robertson (7 731)
- 2. Sam Lacey (3 563)
- 3. Nate Archibald (3 499)
- 4. Reggie Theus (2 809)
- 5. Mike Bibby* (2 508)

Przechwyty
- 1. Sam Lacey (950)
- 2. Doug Christie* (717)
- 3. Mitch Richmond* (670)
- 4. Scott Wedman (640)
- 5. Mike Bibby* (540)

Bloki
- 1. Sam Lacey (1 098)
- 2. LaSalle Thompson (697)
- 3. Duane Causwell (695)
- 4. Chris Webber* (553)
- 5. Vlade Divac* (523)

## Sukcesy
| Tytuł              | Liczba | Rok |
| ------------------ | ------ | --- |
| Mistrz NBA         | 1      | 1951 |
| Mistrz Konferencji | 1      | 1951 |
| Mistrz dywizji     | 4      | 1979, 2002, 2003, 2023 |
| Występy w play-off | 28     | 1950, 1951, 1952, 1953, 1954, 1955, 1962, 1963, 1964, 1965, 1966, 1967, 1975, 1979, 1980, 1981, 1984, 1986, 1996, 1999, 2000, 2001, 2002, 2003, 2004, 2005, 2006, 2023 |

## Poszczególne sezony
Na podstawie:. Stan na koniec sezonu 2022/23
| Sezon                     | Liga | Konferencja | Poz. w konf. | Dywizja | Poz. w dyw. | Sezon regularny | Sezon regularny | Playoffs |
| Sezon                     | Liga | Konferencja | Poz. w konf. | Dywizja | Poz. w dyw. | Wyg.            | Por.            | Playoffs |
| ------------------------- | ---- | ----------- | ------------ | ------- | ----------- | --------------- | --------------- | --- |
| Rochester Royals          |      |             |              |         |             |                 |                 | |
| 1949/50                   | NBA  | Zachodnia   | 1            | –       | –           | 51              | 17              | Porażka w pół. Konf. z Fort Wayne Pistons (0-2)                                                                                                |
| 1950/51                   | NBA  | Zachodnia   | 2            | –       | –           | 41              | 27              | Wygrana w pół. Konf. z Fort Wayne Pistons (2-1) Wygrana w finale Konf. z Minneapolis Lakers (3-1) Wygrana w finale NBA z New York Knicks (4-3) |
| 1951/52                   | NBA  | Zachodnia   | 1            | –       | –           | 41              | 25              | Wygrana w pół. Konf. z Fort Wayne Pistons (2-0) Porażka w finale Konf. z Minneapolis Lakers (1-3)                                              |
| 1952/53                   | NBA  | Zachodnia   | 2            | –       | –           | 44              | 26              | Porażka w pół. Konf. z Fort Wayne Pistons (1-2)                                                                                                |
| 1953/54                   | NBA  | Zachodnia   | 2            | –       | –           | 44              | 28              | Porażka w pół. Konf. z Minneapolis Lakers (1-2)                                                                                                |
| 1954/55                   | NBA  | Zachodnia   | 3            | –       | –           | 29              | 43              | Porażka w pół. Konf. z Minneapolis Lakers (1-2)                                                                                                |
| 1955/56                   | NBA  | Zachodnia   | 4            | –       | –           | 31              | 41              | |
| 1956/57                   | NBA  | Zachodnia   | 4            | –       | –           | 31              | 41              | |
| Cincinnati Royals         |      |             |              |         |             |                 |                 | |
| 1957/58                   | NBA  | Zachodnia   | 2            | –       | –           | 33              | 39              | Porażka w pół. Konf. z Detroit Pistons (0-2)                                                                                                   |
| 1958/59                   | NBA  | Zachodnia   | 4            | –       | –           | 19              | 53              | |
| 1959/60                   | NBA  | Zachodnia   | 4            | –       | –           | 19              | 56              | |
| 1960/61                   | NBA  | Zachodnia   | 4            | –       | –           | 33              | 46              | |
| 1961/62                   | NBA  | Zachodnia   | 2            | –       | –           | 43              | 37              | Porażka w pół. Konf. z Detroit Pistons (1-3)                                                                                                   |
| 1962/63                   | NBA  | Wschodnia   | 3            | –       | –           | 42              | 38              | Wygrana w pół. Konf. z Syracuse Nationals (3-2) Porażka w finale Konf. z Boston Celtics (3-4)                                                  |
| 1963/64                   | NBA  | Wschodnia   | 2            | –       | –           | 55              | 25              | Wygrana w pół. Konf. z Philadelphia 76ers (3-2) Porażka w finale Konf. z Boston Celtics (1-4)                                                  |
| 1964/65                   | NBA  | Wschodnia   | 2            | –       | –           | 48              | 32              | Porażka w pół. Konf. z Philadelphia 76ers (1-3)                                                                                                |
| 1965/66                   | NBA  | Wschodnia   | 3            | –       | –           | 45              | 35              | Porażka w pół. Konf. z Boston Celtics (2-3) |
| 1966/67                   | NBA  | Wschodnia   | 3            | –       | –           | 39              | 42              | Porażka w pół. Konf. z Philadelphia 76ers (1-3)                                                                                                |
| 1967/68                   | NBA  | Wschodnia   | 5            | –       | –           | 39              | 43              | |
| 1968/69                   | NBA  | Wschodnia   | 5            | –       | –           | 41              | 41              | |
| 1969/70                   | NBA  | Wschodnia   | 5            | –       | –           | 36              | 46              | |
| 1970/71                   | NBA  | Wschodnia   | 6            | Central | 3           | 33              | 49              | |
| 1971/72                   | NBA  | Wschodnia   | 6            | Central | 3           | 30              | 52              | |
| Kansas City – Omaha Kings |      |             |              |         |             |                 |                 | |
| 1972/73                   | NBA  | Zachodnia   | 7            | Midwest | 4           | 36              | 46              | |
| 1973/74                   | NBA  | Zachodnia   | 7            | Midwest | 4           | 33              | 49              | |
| 1974/75                   | NBA  | Zachodnia   | 3            | Midwest | 2           | 44              | 38              | Porażka w pół. Konf. z Chicago Bulls (2-4) |
| Kansas City Kings         |      |             |              |         |             |                 |                 | |
| 1975/76                   | NBA  | Zachodnia   | 8            | Midwest | 3           | 31              | 51              | |
| 1976/77                   | NBA  | Zachodnia   | 7            | Midwest | 4           | 40              | 42              | |
| 1977/78                   | NBA  | Zachodnia   | 11           | Midwest | 5           | 31              | 51              | |
| 1978/79                   | NBA  | Zachodnia   | 2            | Midwest | 1           | 44              | 38              | Porażka w pół. Konf. z Phoenix Suns (1-4) |
| 1979/80                   | NBA  | Zachodnia   | 5            | Midwest | 2           | 47              | 35              | Porażka w 1. rundzie z Phoenix Suns (1-2) |
| 1980/81                   | NBA  | Zachodnia   | 5            | Midwest | 2           | 40              | 42              | Wygrana w 1. rundzie z Portland Trail Blazers (2-1) Wygrana w pół. Konf. z Phoenix Suns (4-3) Porażka w finale Konf. z Houston Rockets (1-4)   |
| 1981/82                   | NBA  | Zachodnia   | 9            | Midwest | 4           | 30              | 52              | |
| 1982/83                   | NBA  | Zachodnia   | 7            | Midwest | 2           | 45              | 37              | |
| 1983/84                   | NBA  | Zachodnia   | 8            | Midwest | 3           | 38              | 44              | Porażka w 1. rundzie z Los Angeles Lakers (0-3)                                                                                                |
| 1984/85                   | NBA  | Zachodnia   | 11           | Midwest | 3           | 31              | 51              | |
| Sacramento Kings          |      |             |              |         |             |                 |                 | |
| 1985/86                   | NBA  | Zachodnia   | 7            | Midwest | 6           | 37              | 45              | Porażka w 1. rundzie z Houston Rockets (0-3)                                                                                                   |
| 1986/87                   | NBA  | Zachodnia   | 10           | Midwest | 5           | 29              | 53              | |
| 1987/88                   | NBA  | Zachodnia   | 10           | Midwest | 6           | 24              | 58              | |
| 1988/89                   | NBA  | Zachodnia   | 10           | Pacific | 6           | 27              | 55              | |
| 1989/90                   | NBA  | Zachodnia   | 12           | Pacific | 7           | 23              | 59              | |
| 1990/91                   | NBA  | Zachodnia   | 13           | Pacific | 7           | 25              | 57              | |
| 1991/92                   | NBA  | Zachodnia   | 10           | Pacific | 7           | 29              | 53              | |
| 1992/93                   | NBA  | Zachodnia   | 11           | Pacific | 7           | 25              | 57              | |
| 1993/94                   | NBA  | Zachodnia   | 10           | Pacific | 6           | 28              | 54              | |
| 1994/95                   | NBA  | Zachodnia   | 9            | Pacific | 6           | 39              | 43              | |
| 1995/96                   | NBA  | Zachodnia   | 8            | Pacific | 5           | 39              | 43              | Porażka w 1. rundzie z Seattle SuperSonics (1-3)                                                                                               |
| 1996/97                   | NBA  | Zachodnia   | 9            | Pacific | 6           | 34              | 48              | |
| 1997/98                   | NBA  | Zachodnia   | 9            | Pacific | 5           | 27              | 55              | |
| 1998/99                   | NBA  | Zachodnia   | 6            | Pacific | 3           | 27              | 23              | Porażka w 1. rundzie z Utah Jazz (2-3) |
| 1999/00                   | NBA  | Zachodnia   | 8            | Pacific | 5           | 44              | 38              | Porażka w 1. rundzie z Los Angeles Lakers (2-3)                                                                                                |
| 2000/01                   | NBA  | Zachodnia   | 3            | Pacific | 2           | 55              | 27              | Wygrana w 1. rundzie z Phoenix Suns (3-1) Porażka w pół. Konf. z Los Angeles Lakers (0-4)                                                      |
| 2001/02                   | NBA  | Zachodnia   | 1            | Pacific | 1           | 61              | 21              | Wygrana w 1. rundzie z Utah Jazz (3-1) Wygrana w pół. Konf. z Dallas Mavericks (4-1) Porażka w finale Konf. z Los Angeles Lakers (3-4)         |
| 2002/03                   | NBA  | Zachodnia   | 2            | Pacific | 1           | 59              | 23              | Wygrana w 1. rundzie z Utah Jazz (4-1) Porażka w pół. Konf. z Dallas Mavericks (3-4)                                                           |
| 2003/04                   | NBA  | Zachodnia   | 4            | Pacific | 2           | 55              | 27              | Wygrana w 1. rundzie z Dallas Mavericks (4-1) Porażka w pół. Konf. z Minnesota Timberwolves (3-4)                                              |
| 2004/05                   | NBA  | Zachodnia   | 6            | Pacific | 2           | 50              | 32              | Porażka w 1. rundzie z Seattle SuperSonics (1-4)                                                                                               |
| 2005/06                   | NBA  | Zachodnia   | 8            | Pacific | 4           | 44              | 38              | Porażka w 1. rundzie z San Antonio Spurs (2-4)                                                                                                 |
| 2006/07                   | NBA  | Zachodnia   | 11           | Pacific | 5           | 33              | 49              | |
| 2007/08                   | NBA  | Zachodnia   | 11           | Pacific | 4           | 38              | 44              | |
| 2008/09                   | NBA  | Zachodnia   | 15           | Pacific | 5           | 17              | 65              | |
| 2009/10                   | NBA  | Zachodnia   | 14           | Pacific | 5           | 25              | 57              | |
| 2010/11                   | NBA  | Zachodnia   | 14           | Pacific | 5           | 24              | 58              | |
| 2011/12                   | NBA  | Zachodnia   | 14           | Pacific | 5           | 22              | 44              | |
| 2012/13                   | NBA  | Zachodnia   | 13           | Pacific | 4           | 28              | 54              | |
| 2013/14                   | NBA  | Zachodnia   | 13           | Pacific | 4           | 28              | 54              | |
| 2014/15                   | NBA  | Zachodnia   | 13           | Pacific | 4           | 29              | 53              | |
| 2015/16                   | NBA  | Zachodnia   | 10           | Pacific | 3           | 33              | 49              | |
| 2016/17                   | NBA  | Zachodnia   | 12           | Pacific | 3           | 32              | 50              | |
| 2017/18                   | NBA  | Zachodnia   | 12           | Pacific | 4           | 27              | 55              | |
| 2018/19                   | NBA  | Zachodnia   | 9            | Pacific | 3           | 39              | 43              | |
| 2019/20                   | NBA  | Zachodnia   | 12           | Pacific | 4           | 31              | 41              | |
| 2020/21                   | NBA  | Zachodnia   | 12           | Pacific | 5           | 31              | 41              | |
| 2021/22                   | NBA  | Zachodnia   | 13           | Pacific | 5           | 30              | 5               | |
| 2022/23                   | NBA  | Zachodnia   | 3            | Pacific | 1           | 48              | 34              | Porażka w 1. rundzie z Golden State Warriors (3-4)                                                                                             |